# Redwings baseball club de Rennes
 (janvier 2025).
La mise en forme du texte ne suit pas les recommandations de Wikipédia : il faut le « wikifier ».
Les points d'amélioration suivants sont les cas les plus fréquents. Le détail des points à revoir est peut-être précisé sur la page de discussion.
- Les titres sont pré-formatés par le logiciel. Ils ne sont ni en capitales, ni en gras.
- Le texte ne doit pas être écrit en capitales (les noms de famille non plus), ni en gras, ni en italique, ni en « petit »…
- Le gras n'est utilisé que pour surligner le titre de l'article dans l'introduction, une seule fois.
- L'italique est rarement utilisé : mots en langue étrangère, titres d'œuvres, noms de bateaux, etc.
- Les citations ne sont pas en italique mais en corps de texte normal. Elles sont entourées par des guillemets français : « et ».
- Les listes à puces sont à éviter, des paragraphes rédigés étant largement préférés. Les tableaux sont à réserver à la présentation de données structurées (résultats, etc.).
- Les appels de note de bas de page (petits chiffres en exposant, introduits par l'outil «  Source ») sont à placer entre la fin de phrase et le point final[comme ça].
- Les liens internes (vers d'autres articles de Wikipédia) sont à choisir avec parcimonie. Créez des liens vers des articles approfondissant le sujet. Les termes génériques sans rapport avec le sujet sont à éviter, ainsi que les répétitions de liens vers un même terme.
- Les liens externes sont à placer uniquement dans une section « Liens externes », à la fin de l'article. Ces liens sont à choisir avec parcimonie suivant les règles définies. Si un lien sert de source à l'article, son insertion dans le texte est à faire par les notes de bas de page.
- La présentation des références doit suivre les conventions bibliographiques. Il est recommandé d'utiliser les modèles {{Ouvrage}}, {{Chapitre}}, {{Article}}, {{Lien web}} et/ou {{Bibliographie}}. Le mode d'édition visuel peut mettre en forme automatiquement les références.
- Insérer une infobox (cadre d'informations à droite) n'est pas obligatoire pour parachever la mise en page.

Pour une aide détaillée, merci de consulter Aide:Wikification.
Si vous pensez que ces points ont été résolus, vous pouvez retirer ce bandeau et améliorer la mise en forme d'un autre article.
Uniformes
Les Redwings de Rennes est un club français de baseball et softball créé en 1987 à Rennes (Ille-et-Vilaine). Il propose des activités loisirs et des activités compétitives dans les disciplines baseball et softball. Il est possible de pratiquer dès l'âge de 6 ans dans les différentes catégories Seniors, 18U, 15U, 12U et 9U. Les équipes Baseball jeunes évoluent en championnat régional Bretagne et les équipes adultes en championnat régional et National.
Les matchs à domicile et les entraînements ont lieu au stade de Baseball Robert Launay (Parc des Gayeulles).

## Histoire

### Les origines
Le club de baseball de Rennes a été fondé en 1987 sous le nom de Bad Boys Baseball Club par Gep Baptou et Michel Zabaki . L'entraîneur et manager était alors Steve R. Weiss, américain originaire de Los Angeles .
Les joueurs étaient  Patrick « Poop » Leroy, Fred Bigot, Laurent « Benny » Masotta, Patrice « Patate » Montigner, Sylvain Cavalier, Xavier Durand, David et Nicholas Champeau, Didier Lancelot, Stéphane Beaudouin, Olivier « Magnum » Tardif, Tomcat, Frank « Benny » Benasseur, Emmanuel « Manu » Fisselier, François, Erwan, Conan, Simon, Denis et d'autres magnifiques amis. Grâce aux efforts de Steve Weiss et Fred Bigot, la mairie de Rennes a créé le terrain de Baseball à La Bellangerais en 1988.

### L'accès en Nationale 2
Après le départ de Steve R.Weiss, Niels Romero, ancien joueur de haut niveau du Costa Rica, prenait la relève. Le club a été régulièrement champion de Bretagne et a disputé avec succès les phases d'accès en Nationale 2 pendant l'automne 1992 sous la houlette de Nicolas Piquemal, ancien président du club d'Olivet.
Le club prenait le nom de « Broomies » à la suite de la demande de son nouveau sponsor. La venue d'Alvaro Mejias, joueur et entraîneur vénézuélien, a beaucoup contribué à renforcer la cohésion et le niveau de jeu de l'équipe, Niels Romero se concentrant désormais sur la formation des lanceurs.
La première saison en Nationale 2 s'avérait très difficile pour Rennes, confronté à des clubs solides possédant, outre une grande expérience du championnat national, des équipes en Nationale 1A (D2) (cas de Savigny et du BCF). Rennes terminait dernier avec seulement 4 victoires sur 20 rencontres. La seconde saison fut bien meilleure pour les Broomies qui terminaient avec 8 victoires et 8 défaites, manquant de peu les phases d'accès en Nationale 1B (une victoire supplémentaire aurait suffi). La saison 1994 fut plus particulièrement faste avec le succès de l'équipe cadet, championne de Bretagne et vice-championne de France.
De surcroit deux de ses joueurs, un cadet et un minime, étaient sélectionnés en équipe de France et participaient aux championnats d'Europe.

### La transition (1995-2005)
La troisième saison en Nationale 2 (1995) fut très difficile en raison du départ de nombreux joueurs, certains pour des raisons professionnelles, d'autres attirés par des équipes évoluant en Nationale 1. Bien que pouvant sportivement se maintenir en Nationale 2, le club décida a l'unanimité des joueurs concernés d'abandonner ce niveau. L'équipe Sénior retrouva le championnat régional en 1996 et ... la seconde place.
Depuis, les Broomies rebaptisés Redwings réalisent des performances ne leur permettant pas encore d’accéder au niveau supérieur. Le nom provient du jumelage des villes de Rennes et de Rochester (NY, États-Unis) où évolue l'équipe des Redwings dans le championnat AAA (Minor League).

### Nouveau départ (2006 - 2009)
Jusqu'en 2006, l'action du nouveau président Pascal Loisel, un homme d'expérience dans le monde associatif, a permis de sauvegarder le club un peu à la déroute depuis une dizaine d'années. Il réforma les statuts de l'association, et consolida le bureau ainsi que les commissions.
Il passa la main à William Boys jusqu'en 2009. Celui-ci a davantage ouvert le club sur l'extérieur, ouvrant de nouvelles perspectives vers les animations municipales, les entreprises, etc. ainsi que motiver les commissions à créer des évènements, mener des projets, et insuffler aux Seniors l'envie de grimper, développer davantage une équipe softball entièrement féminine qui va plus s'orienter vers la compétition, et recréer des sections jeunes par catégories qui seront l'avenir du club.

### Depuis 2009
En 2009, l'équipe softball se restructure peu à peu pour renaître de ses cendres. Les Seniors ont privilégié la formation de tous les nouveaux au détriment du championnat afin de créer 2 équipes à la rentrée suivante mais surtout d'alimenter un vivier de forts potentiels. Ils sont toutefois de plus en plus redoutés et réputés pour leur pugnacité, leur opportunisme et leur imprévisibilité. Les Jeunes sont désormais plus d'une trentaine. Ils sont si nombreux qu'une seule section ne suffit plus. D'autres sont venus s'essayer en fin d'année scolaire.
Avec l'arrivée d'André Labelle en septembre 2009, entraineur Québécois possédant 30 ans d'expérience, de nombreux nouveaux joueurs au sein du club et le retour d'anciens, la persévérance du bureau ont permis de créer pour la rentrée 2009/2010 une 2e équipe Seniors ainsi qu'une 2e équipe jeunes ! Et logiquement, l'Équipe 1 remporte la coupe d'Automne 2009 de la ligue de Bretagne.
La 2e équipe Seniors évoluera dans la poule B du championnat Régional qui comptera: l'entente Vitré-Fougères, Bréal 2, Grand-Champ et Lannion. L'équipe 1 disputera la poule A avec: La Guerche de Bretagne, Bréal 1, Brest et Nantes.
5 équipes composent désormais le club: deux Seniors évoluant en Régionale, une équipe Softball plus impliquée dans les tournois nationaux, et deux équipes jeunes catégorisées par âge: Benjamins/Minimes et Cadets évoluant dans des plateaux régionaux. Et logiquement, un joueur a déjà rejoint l'équipe Bretagne catégorie Minimes.
En octobre 2009, William Boys passa le relais de la présidence à François Dulphy. Ce dernier est à l'origine de la création du club des Arvernes de Clermont-Ferrand et du club des Chicanes du Mans.
Un plan de développement ambitieux est mis en place autour d'une équipe dynamique. 3 tournois en salle sont créés : la Red's Little Cup (Cadets), la Red's Mini Cup (Minimes) et la Red's Softball Cup (Softball mixte fastpitch). Le projet de complexe de baseball est remis sur la table ainsi que l'accession aux championnats nationaux et à l'Élite.
Juin 2010, l'équipe 1 des Seniors remporte le championnat régional et se voit qualifiée pour jouer en Nationale 2 à la rentrée prochaine. En septembre, le club se développe encore: un salarié titulaire du BE est recruté pour encadrer les nouvelles sections jeunes (de baby-baseball à cadets), l'équipe 1 va jusqu'en 1/4 de finale de championnat de Nationale 2, une 3e équipe senior universitaire voit le jour, l'équipe de Softball voit ses effectifs doubler pour atteindre près de 30 féminines et l'arrivée de la lanceuse internationale de nationalité Tchèque, Veronika Skalicka .
En juin 2011, l'équipe senior remporte encore le championnat de Bretagne et tombe encore en quart de finale de Nationale 2 face à Vauréal qui remportera le titre à Rennes face au PUC2. De son côté, l'équipe de softball remporte son premier titre dans le championnat grand ouest. Le club a organisé cette année la finale de Nationale 2 et le premier challenge universitaire.

## Président(e)s
1987-1991 : Michel Zadrosinski
1991-1993 : Nicolas Piquemal
1993-2005 : Philippe Michel (élu Président d'Honneur en 2013)
2005-2006 : Pascal Loisel
2006-2010 : William Boys
2010-2016 : François Dulphy
2016-2022 : Fabienne Duhoux
2022-...:François Dulphy

## Entraineurs

### Baseball
- Seniors : Bastien Molinier
- 18U : Steven Gastinger et Emeric Vétillard
- 15U : Dan Workman et Gaël Guilloux
- 12U : Bastien Molinier
- 9U : Bastien Molinier

### Softball
- Senior Féminin : Pierre Giraudeau
- Senior Mixte : Ferdinand Bonicalzi

## Athlètes de haut niveau

### Équipe de France Softball Féminin 16U
2017 : Maëlle Pigniard, Pierre Giraudeau (Manager)

### Équipe de France Baseball 15U
1994 : François Lamotte. Pré-sélectionnés : Julien Caron, François Michel, Emeric Vétillard.
2016, 2017 : Julien Monks

### Équipe de France Baseball 12U
1994 : Laurent Caron

### Pôles France
Pôle Espoir Baseball : Julien Monks (Montpellier 2017)
Pôle Espoir Softball : Maëlle Pigniard (Boulouris 2016)

## Palmarès
Baseball Senior :
- Championnat Division 2 : 2014 (demi-finale), 2015
- Champion de France Nationale 1 (D3) : 2013 (Yaset Oliva élu MVP, Neftali Miller élu meilleur frappeur)
- Champion de Bretagne: 1990, 1991, 1992, 1993, 1998, 2001, 2010, 2011, 2018
- Vice-champion de Bretagne: 1994 à 1997, 1999, 2005, 2012
- Vainqueur de la coupe d'automne de Bretagne: 2009
- 1/4 de finale de Nationale 2: 2010, 2011, 2012

Nationale 2 : 1992, 1993, 1994, 2018
Baseball 18U :
- Champion de Bretagne : 2017

Baseball 15U :
- Champion de Bretagne & vice-champion de France en 1994

Baseball 12U :
- Championnat Bretagne : 2017 (3e place)
- MVP : Noé Millot (Hawks Challenge 2017)

Baseball 9U :
- Vice-Champion de Bretagne : 2017 (entente Thorigné/Rennes)

Softball Féminin Senior:
- Vice-champion Nationale 1 : 2015 (entente avec Nantes) (vice-championnes de France)
- De 2015 à 2017 en Nationale 1.

Softball Mixte Senior:
- Champion du championnat de softball grand ouest 2011, 2012, 2013, 2014

## Photos

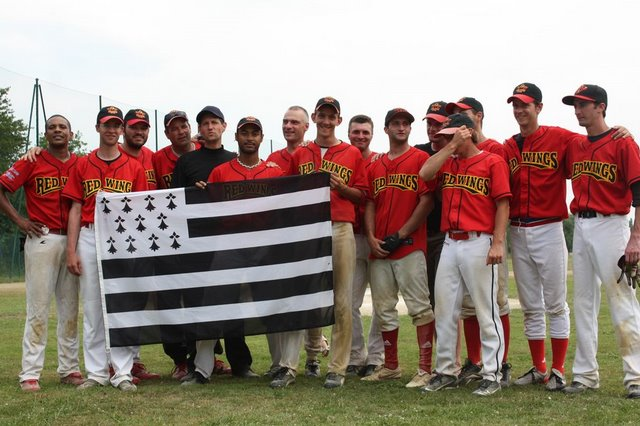
Équipe 1 Senior en 2010
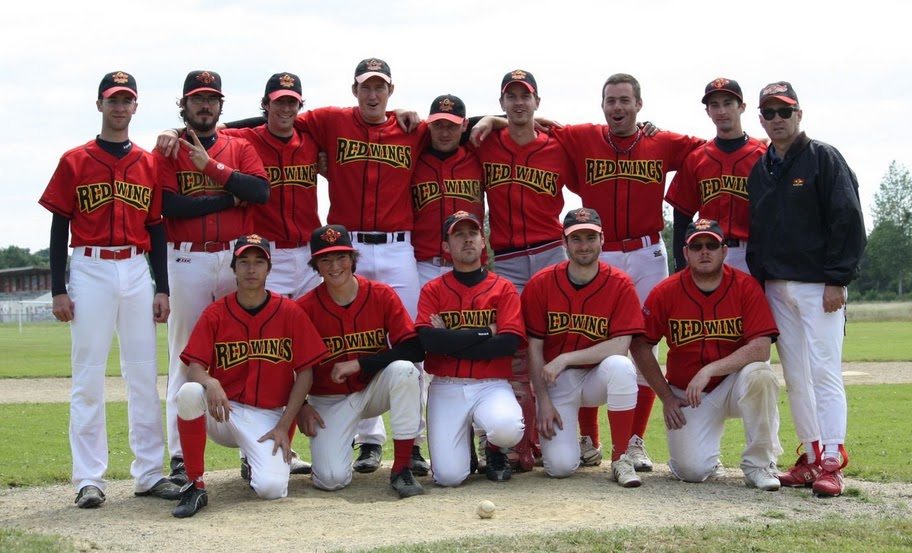
Équipe 2 Senior en 2010
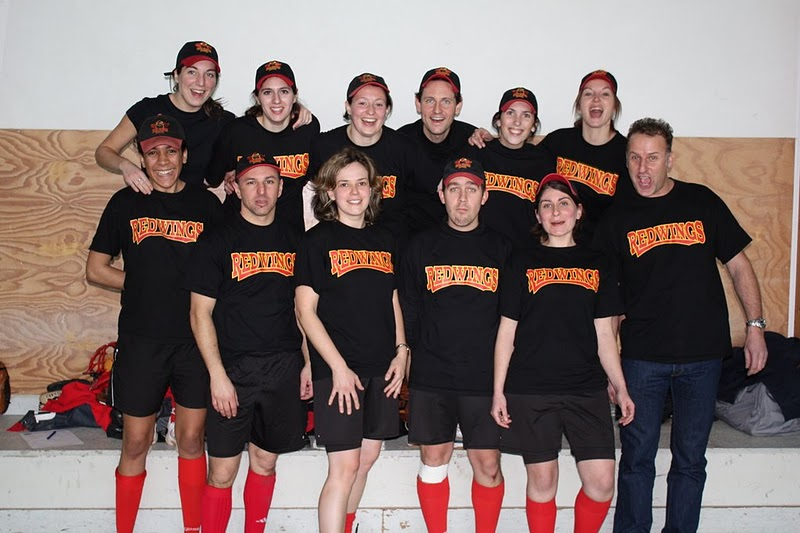
Équipe Softball en 2010